# Diaethria branickii
Diaethria branickii är en fjärilsart som beskrevs av Charles Oberthür 1883. Diaethria branickii ingår i släktet Diaethria och familjen praktfjärilar. Inga underarter finns listade i Catalogue of Life.